# Nuevos Gigantes de Carolina 2013-2014
Questa voce raccoglie le informazioni riguardanti i Nuevos Gigantes de Carolina nelle competizioni ufficiali della stagione 2013-2014.

## Stagione
La stagione 2013-14 è la nona consecutiva per i Nuevos Gigantes de Carolina nella LVSM. La squadra, affidata a Luis Aponte Santiago, cambia notevolmente rispetto alla stagione precedente: a fronte di cinque partenze, i Nuevos Gigantes si rinforzano con ben sette nuovi arrivi, tra i quali i nazionali José Rivera, Víctor Bird e Dimar López.
La stagione regolare si apre il 17 ottobre 2013 col successo per 3-0 sui Changos de Naranjito, dopo il quale la squadra va subito in serie, centrando cinque vittorie consecutive. La prima sconfitta arriva al tie break in casa dei Capitanes de Arecibo, seguita da un'ulteriore battuta d'arresto contro i Mets de Guaynabo. Dopo tre vittorie consecutive, i Nuevos Gigantes si trovano ad affrontare una crisi di risultati, che li vede perdere contro Caribes de San Sebastián, Plataneros de Corozal, Indios de Mayagüez e Mets de Guaynabo. La squadra si sblocca vincendo al tie break in casa dei Capitanes de Arecibo; a questo risultato fanno seguito altre quattro affermazioni in cinque set. Dopo altre due sconfitte contro Mets de Guaynabo e Capitanes de Arecibo, la regular season si conclude con tre vittorie consecutive.
Il cammino nella stagione regolare frutta sedici vittorie, che valgono il quarto posto in classifica e l'accesso ai play-off. Ai quarti di finale i Nuevos Gigantes fanno parte del girone B, insieme a Plataneros de Corozal e Indios de Mayagüez: con tre vittorie e una sconfitta, passano il girone al primo posto per somma dei punti totali contro i Plataneros de Corozal, qualificati con gli stessi punti e le stesse vittorie. In semifinale la squadra incontra ancora una volta i Capitanes de Arecibo, andando ad espugnare il campo degli avversari in gara 1; tuttavia in gara 2 arriva una pesante sconfitta interna per 3-0, dopo la quale il fattore casa non viene più violato e dopo due incontri conclusi con un 3-1 e due con un 3-2, in gara 7 termina la stagione dei Nuevos Gigantes, sconfitti per 3-0.
Tra i Nuevos Gigantes William Thompson viene premiato come miglior esordiente nella LVSM.

## Organigramma societario
Area direttiva
- Presidente: Gerardo Negrón
- Direttore generale: Aimee Cortés

Area tecnica
- Primo allenatore: Luis Aponte Santiago
- Assistente allenatore: Juan Albarrán
- Statistico: José Figueroa
- Fisioterapista: José Rafael Ubiñas
- Allenatore: Juan Ayala

## Rosa
| N° | Nome             | Ruolo | Data di nascita   | Nazionalità sportiva |
| -- | ---------------- | ----- | ----------------- | -------------------- |
| 1  | José Rivera      | S     | 28 maggio 1977    | Porto Rico           |
| 2  | Orlando Irizarry | L     | 27 settembre 1985 | Porto Rico           |
| 3  | Malcom Nieves    | S/O   | -                 | Porto Rico           |
| 5  | Víctor Bird      | S     | 16 marzo 1982     | Porto Rico           |
| 6  | Arnaldo López    | L     | -                 | Porto Rico           |
| 7  | Fernando Barrón  | S     | 18 novembre 1985  | Porto Rico           |
| 8  | Edgardo Deniz    | P     | 31 marzo 1977     | Porto Rico           |
| 9  | Derwin Flores    | C     | -                 | Porto Rico           |
| 10 | Alexis Colón     | C     | 30 maggio 1990    | Porto Rico           |
| 11 | Dimar López      | S/O   | 23 agosto 1986    | Porto Rico           |
| 12 | Reyli Calderón   | S     | 4 gennaio 1990    | Porto Rico           |
| 13 | Andrés Cruz      | S     | -                 | Porto Rico           |
| 14 | Yamil Pérez      | P     | 30 aprile 1987    | Porto Rico           |
| 15 | William Thompson | C     | 22 febbraio 1993  | Porto Rico           |
| 17 | Pedrito Sierra   | C     | 21 luglio 1989    | Porto Rico           |

## Mercato
| Acquisti | Acquisti         | Acquisti             | Acquisti   |
| R.       | Nome             | da                   | Modalità   |
| -------- | ---------------- | -------------------- | ---------- |
| S        | José Rivera      | Friedrichshafen      | definitivo |
| S        | Víctor Bird      | Leones de Ponce      | definitivo |
| P        | Edgardo Deniz    | Mets de Guaynabo     | definitivo |
| S/O      | Dimar López      | Capitanes de Arecibo | definitivo |
| S        | Reyli Calderón   | ?                    | ?          |
| C        | William Thompson | ?                    | ?          |
| C        | Pedrito Sierra   | Cariduros de Fajardo | prestito   |

| Cessioni | Cessioni         | Cessioni           | Cessioni   |
| R.       | Nome             | a                  | Modalità   |
| -------- | ---------------- | ------------------ | ---------- |
| S        | Carlos Hernández | ?                  | ?          |
| P        | Jedisan Agosto   | Patriotas de Lares | definitivo |
| P        | Iván Andújar     | ?                  | ?          |
| S        | Mauro Miletic    | -                  | ritirato   |
| C        | José Alvarado    | ?                  | ?          |

## Risultati

### LVSM

#### Regular season
| 17 ottobre 2013 Coliseo Guillermo Angulo, Carolina          | Gigantes de Carolina     | 3 - 0 | Changos de Naranjito     | 25-17, 25-18, 25-23               |
| 20 ottobre 2013 Coliseo Félix Méndez Acevedo, Lares         | Patriotas de Lares       | 2 - 3 | Gigantes de Carolina     | 20-25, 25-19, 21-25, 25-22, 13-15 |
| 22 ottobre 2013 Coliseo Guillermo Angulo, Carolina          | Gigantes de Carolina     | 3 - 1 | Maratonistas de Coamo    | 27-25, 31-29, 22-25, 25-20        |
| 24 ottobre 2013 Coliseo Luis Aymat Cardona, San Sebastián   | Caribes de San Sebastián | 0 - 3 | Gigantes de Carolina     | 17-25, 19-25, 19-25               |
| 27 ottobre 2013 Coliseo Guillermo Angulo, Carolina          | Gigantes de Carolina     | 3 - 1 | Indios de Mayagüez       | 27-25, 27-29, 25-18, 25-23        |
| 30 ottobre 2013 Coliseo Manuel "Petaca" Iguina, Arecibo     | Capitanes de Arecibo     | 3 - 2 | Gigantes de Carolina     | 25-13, 20-25, 27-25, 17-25, 15-10 |
| 2 novembre 2013 Coliseo Mario Morales, Guaynabo             | Mets de Guaynabo         | 3 - 0 | Gigantes de Carolina     | 28-26, 25-22, 25-17               |
| 5 novembre 2013 Coliseo Guillermo Angulo, Carolina          | Gigantes de Carolina     | 3 - 0 | Plataneros de Corozal    | 25-20, 25-22, 27-25               |
| 12 novembre 2013 Coliseo Edwin "Puruco" Nolasco, Coamo      | Maratonistas de Coamo    | 0 - 3 | Gigantes de Carolina     | 25-27, 27-29, 21-25               |
| 14 novembre 2013 Coliseo Guillermo Angulo, Carolina         | Gigantes de Carolina     | 3 - 0 | Changos de Naranjito     | 25-22, 26-24, 25-17               |
| 17 novembre 2013 Coliseo Luis Aymat Cardona, San Sebastián  | Caribes de San Sebastián | 3 - 1 | Gigantes de Carolina     | 25-23, 23-25, 25-21, 25-20        |
| 20 novembre 2013 Coliseo Carmen Zoraida Figueroa, Corozal   | Plataneros de Corozal    | 3 - 2 | Gigantes de Carolina     | 28-26, 25-22, 27-29, 21-25, 15-10 |
| 23 novembre 2013 Palacio de Recreación y Deportes, Mayagüez | Indios de Mayagüez       | 3 - 1 | Gigantes de Carolina     | 24-26, 26-24, 27-25, 25-19        |
| 27 novembre 2013 Coliseo Guillermo Angulo, Carolina         | Gigantes de Carolina     | 0 - 3 | Mets de Guaynabo         | 20-25, 22-25, 24-26               |
| 29 novembre 2013 Coliseo Manuel "Petaca" Iguina, Arecibo    | Capitanes de Arecibo     | 2 - 3 | Gigantes de Carolina     | 27-25, 23-25, 13-25, 25-20, 12-15 |
| 1 dicembre 2013 Coliseo Guillermo Angulo, Carolina          | Gigantes de Carolina     | 3 - 2 | Patriotas de Lares       | 24-26, 25-16, 23-25, 25-20, 19-17 |
| 4 dicembre 2013 Coliseo Edwin "Puruco" Nolasco, Coamo       | Maratonistas de Coamo    | 2 - 3 | Gigantes de Carolina     | 23-25, 17-25, 25-23, 25-22, 9-15  |
| 8 dicembre 2013 Coliseo Guillermo Angulo, Carolina          | Gigantes de Carolina     | 3 - 2 | Caribes de San Sebastián | 18-25, 27-25, 25-20, 22-25, 16-14 |
| 12 dicembre 2013 Coliseo Guillermo Angulo, Carolina         | Gigantes de Carolina     | 3 - 2 | Plataneros de Corozal    | 25-20, 13-25, 16-25, 25-23, 15-9  |
| 15 dicembre 2013 Coliseo Mario Morales, Guaynabo            | Mets de Guaynabo         | 3 - 0 | Gigantes de Carolina     | 25-22, 25-21, 31-29               |
| 17 dicembre 2013 Coliseo Guillermo Angulo, Carolina         | Gigantes de Carolina     | 2 - 3 | Capitanes de Arecibo     | 17-25, 25-23, 25-22, 15-25, 13-15 |
| 22 dicembre 2013 Coliseo Gelito Ortega, Naranjito           | Changos de Naranjito     | 2 - 3 | Gigantes de Carolina     | 26-28, 24-26, 26-24, 25-20, 12-15 |
| 16 dicembre 2013 Coliseo Guillermo Angulo, Carolina         | Gigantes de Carolina     | 3 - 0 | Indios de Mayagüez       | 25-15, 25-16 25-20                |
| 28 dicembre 2013 Coliseo Guillermo Angulo, Carolina         | Gigantes de Carolina     | 3 - 0 | Patriotas de Lares       | 25-18, 25-19, 25-14               |

#### Play-off
| Quarti di finale (gara 1) - 3 gennaio 2014 Palacio de Recreación y Deportes, Mayagüez | Indios de Mayagüez    | 2 - 3 | Gigantes de Carolina  | 23-25, 25-19, 23-25, 25-18, 9-15  |
| Quarti di finale (gara 3) - 8 gennaio 2014 Coliseo Guillermo Angulo, Carolina         | Gigantes de Carolina  | 3 - 0 | Plataneros de Corozal | 25-21, 25-19, 25-21               |
| Quarti di finale (gara 5) - 11 gennaio 2014 Coliseo Guillermo Angulo, Carolina        | Gigantes de Carolina  | 3 - 1 | Indios de Mayagüez    | 25-19, 24-26, 25-19, 25-19        |
| Quarti di finale (gara 6) - 12 gennaio 2014 Coliseo Carmen Zoraida Figueroa, Corozal  | Plataneros de Corozal | 3 - 0 | Gigantes de Carolina  | 25-19, 25-22, 28-26               |
| Semifinali (gara 1) - 14 gennaio 2014 Coliseo Manuel "Petaca" Iguina, Arecibo         | Capitanes de Arecibo  | 1 - 3 | Gigantes de Carolina  | 25-23, 23-25, 17-25, 20-25        |
| Semifinali (gara 2) - 16 gennaio 2014 Coliseo Guillermo Angulo, Carolina              | Gigantes de Carolina  | 0 - 3 | Capitanes de Arecibo  | 19-25, 18-25, 18-25               |
| Semifinali (gara 3) - 18 gennaio 2014 Coliseo Manuel "Petaca" Iguina, Arecibo         | Capitanes de Arecibo  | 3 - 1 | Gigantes de Carolina  | 35-37, 25-15, 25-19, 25-19        |
| Semifinali (gara 4) - 20 gennaio 2014 Coliseo Guillermo Angulo, Carolina              | Gigantes de Carolina  | 3 - 1 | Capitanes de Arecibo  | 25-21, 18-25, 25-17, 25-18        |
| Semifinali (gara 5) - 22 gennaio 2014 Coliseo Manuel "Petaca" Iguina, Arecibo         | Capitanes de Arecibo  | 3 - 2 | Gigantes de Carolina  | 25-17, 19-25, 25-18, 10-25, 15-13 |
| Semifinali (gara 6) - 24 gennaio 2014 Coliseo Guillermo Angulo, Carolina              | Gigantes de Carolina  | 3 - 2 | Capitanes de Arecibo  | 25-23, 25-27, 25-18, 21-25, 15-8  |
| Semifinali (gara 7) - 26 gennaio 2014 Coliseo Manuel "Petaca" Iguina, Arecibo         | Capitanes de Arecibo  | 3 - 0 | Gigantes de Carolina  | 25-22, 25-20, 25-20               |

## Statistiche

### Statistiche di squadra
| Competizione | Punti | In casa | In casa | In casa | In trasferta | In trasferta | In trasferta | Totale | Totale | Totale |
| Competizione | Punti | G       | V       | P       | G            | V            | P            | G      | V      | P      |
| ------------ | ----- | ------- | ------- | ------- | ------------ | ------------ | ------------ | ------ | ------ | ------ |
| LVSM         | 44    | 12      | 10      | 2       | 12           | 6            | 6            | 24     | 16     | 8      |
| Totale       | 44    | 12      | 10      | 2       | 12           | 6            | 6            | 24     | 16     | 8      |

G = partite giocate; V = partite vinte; P = partite perse